# Heinrich Richter (Verleger)
Johannes Heinrich Richter (* 11. März 1830 in Meißen; † 12. Juli 1890 in Boll) war der einzige Sohn des Malers Ludwig Richter, ausgebildeter Musiker und Verleger.

## Verlag
Heinrich Richter gründete 1856 zusammen mit seinem Schwager August Gaber den Verlag Gaber & Richter, Xylographische Anstalt und Verlag. Am 9. Januar 1860 wurde der Verlag geteilt und Richter hatte bis Ende 1873 den Verlag J. Heinrich Richter in Dresden. Er wohnte in Dresden-Loschwitz in der Malerstraße 5.
- 1864 verlegte Heinrich Richter den ersten Wilhelm-Busch-Band, die sogenannten Bilderpossen.
- 1874–1875 führte er mit Franz Meyer zusammen die Meyer & Richter, Verlags- und Kunsthandlung.
- 1876–1883 hatte er allein den Kunstverlag J. H. Richter den er am 1. Juli 1883 an Alphons Dürr verkaufte.
- 1885 veröffentlichte er die von seinem Vater verfassten Lebenserinnerungen eines deutschen Malers.